# الکتروفورز ژل آگارز

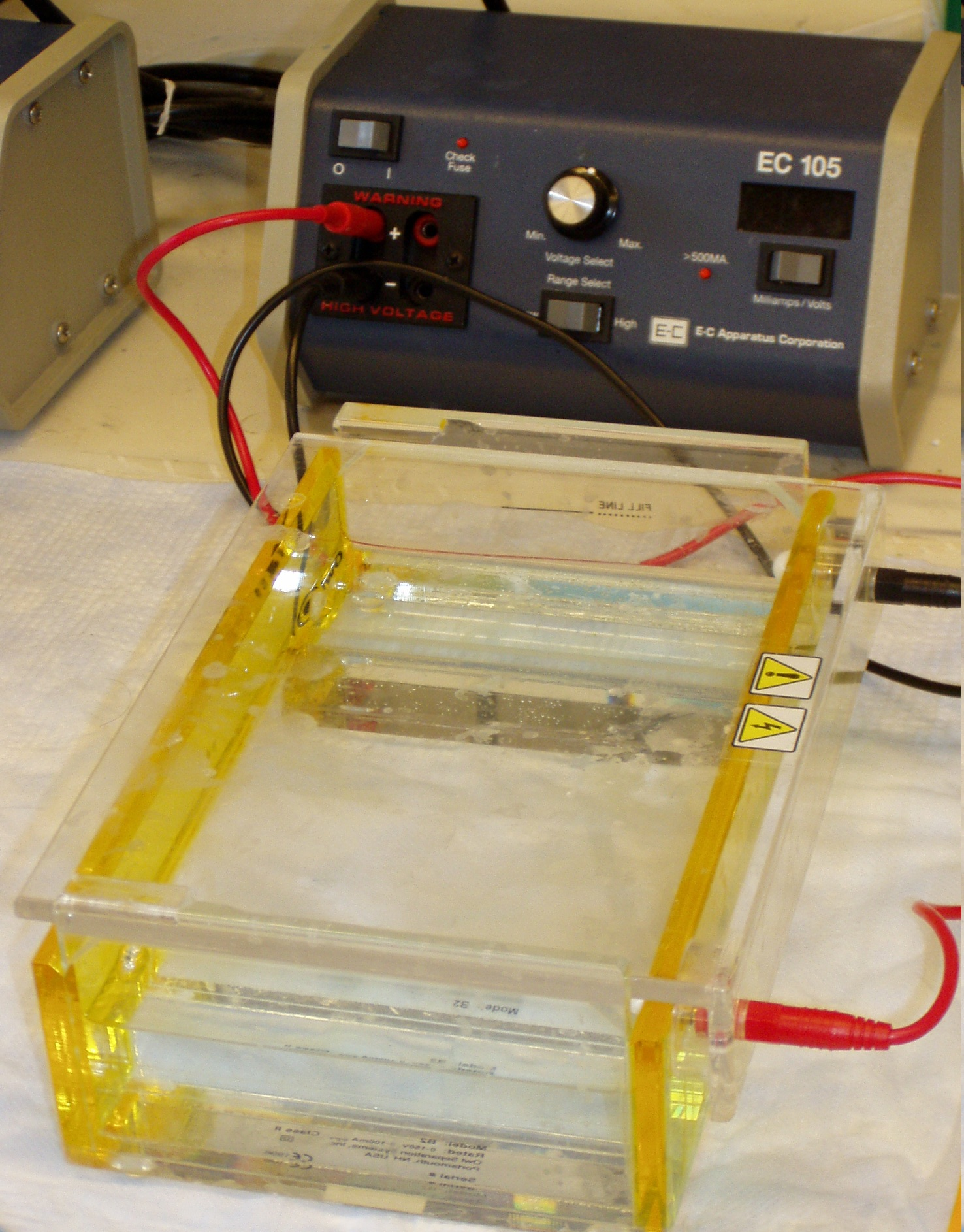
الکتروفورز ژل آگارز

الکتروفورز ژل آگارز (انگلیسی: Agarose gel electrophoresis) روشی برای الکتروفورز ژل است که در زیست‌شیمی، زیست‌شناسی مولکولی، ژنتیک و شیمی بالینی مورد استفاده قرار می‌گیرد تا جمعیت ترکیبی از ماکرومولکول‌ها مانند دی‌ان‌ای یا پروتئین‌ها را در یک بافت آگارز، که یکی از دو مؤلفهٔ اصلی آگار است، جدا کند. پروتئین‌ها ممکن است بر اساس بار یا اندازه از هم جدا شوند (متمرکزسازی ایزوالکتریک الکتروفورز گارز اساساً مستقل از اندازه است)، و دی‌ان‌ای و آران‌ای نسبت به طول قطعه بندی می‌شوند.
مولکول‌های زیستی با استفاده از یک میدان الکتریکی برای حرکت مولکول‌های بارشی از طریق یک بافت آگارز از هم جدا می‌شوند و بیومولکول‌ها از نظر اندازه در بافت ژل آگارز جدا می‌شوند.

## ویژگی‌های ژل آگارز
ژل آگارز نوعی ماتریکس سه‌بعدی تشکیل شده از مولکول‌های هلیکسی آگارز است که کنار هم قرار گرفتن به صورت سه‌بعدی منافذی ایجاد می‌نمایند که جهت جداسازی زیست‌مولکول‌ها بسیار مناسب هستند. تمام این ساختار سه‌بعدی تشکیل شده حاصل پیوندهای هیدروژنی است که می‌توان با افزایش دما آن را از بین برد. دمای ژله‌ای شدن آگارز بسیار متفاوت از دمای ذوب آن است. بسته به نوع منبع، آگارز دارای دمای ژله‌ای شدن بین ۳۵–۴۲ درجهٔ سانتی‌گراد است و دمای ذوب آن حدود ۸۵–۹۵ درجهٔ سانتی‌گراد است.